# Тихон (Моллард)
Митрополит Тихон (англ. Metropolitan Tikhon Metropolitan Tikhon, в миру Марк Реймонд Моллард, англ. Marc Raymond Mollard Marc Raymond Mollard; 15 липня 1966, Бостон) — єпископ Православної церкви в Америці, з 13 листопада 2012 року — предстоятель Православної церкви в Америці з титулом Блаженніший Архієпископ Вашингтонський, Митрополит всієї Америки і Канади. У 2005—2012 роках — архієпископ Філадельфійський і Східно-Пенсільванський.
Іменини — 9 жовтня (пам'ять патріарха Тихона).

## Життєпис
Був старшим з трьох дітей Франсуа і Елізабет Моллард, колишніх прихожан Єпископальної церкви. Після недовгого проживання в штаті Коннектикут, у Франції і в штаті Міссурі його сім'я оселилася в Редінгу (штат Пенсільванія), де він закінчив середню школу в 1984 році. 
У 1988 році отримав ступінь бакалавра по французькій мові та соціології від Коледжу Франкліна і Маршалла в Ланкастері (штат Пенсільванія), після чого переїхав до Чикаго, де відвідав службу в місцевому православному храмі Петра і Павла в юрисдикції ПЦА.
У 1989 році він був прийнятий в лоно Православної Церкви з єпископальної церкви, після чого, восени того ж року, вступив в Свято-Тихоновську духовну семінарію в Саут-Кейнане (Південному Ханаані) . Роком пізніше він вступив послушником в чернечу братію місцевого Тихонівського монастиря.
За випуск в 1993 році з семінарії зі ступенем магістра богослов'я, він був призначений викладачем Старого Завіту в Свято-Тихоновської семінарії. У коло його предметів входили загальні лекції з Старого Заповіту, курси про пророчих писаннях і Псалмах, житіях Старозавітних святих, літургійному використанні Старозавітних Писання, місці Старого Завіту в святоотецьких писаннях.
У 1995 році він був пострижений в малу схиму архієпископом Філадельфійським Германом, і названий Тихоном, в честь святителя патріарха Тихона, шанованого в Америці також як просвітителя цієї землі. Пізніше в тому ж році він був висвячений на диякона і у пресвітера в Свято-Тихонівському монастирі.
У 1998 році він був зведений в ігуменську, а в 2000 році — в архімандрічу гідність.
Взяв участь у виданні складеної ігуменом Олександром (Голіциним) книги «The Living Witness of the Holy Mountain» («Живе свідчення Святої Гори»), підібравши ілюстрації для видання.

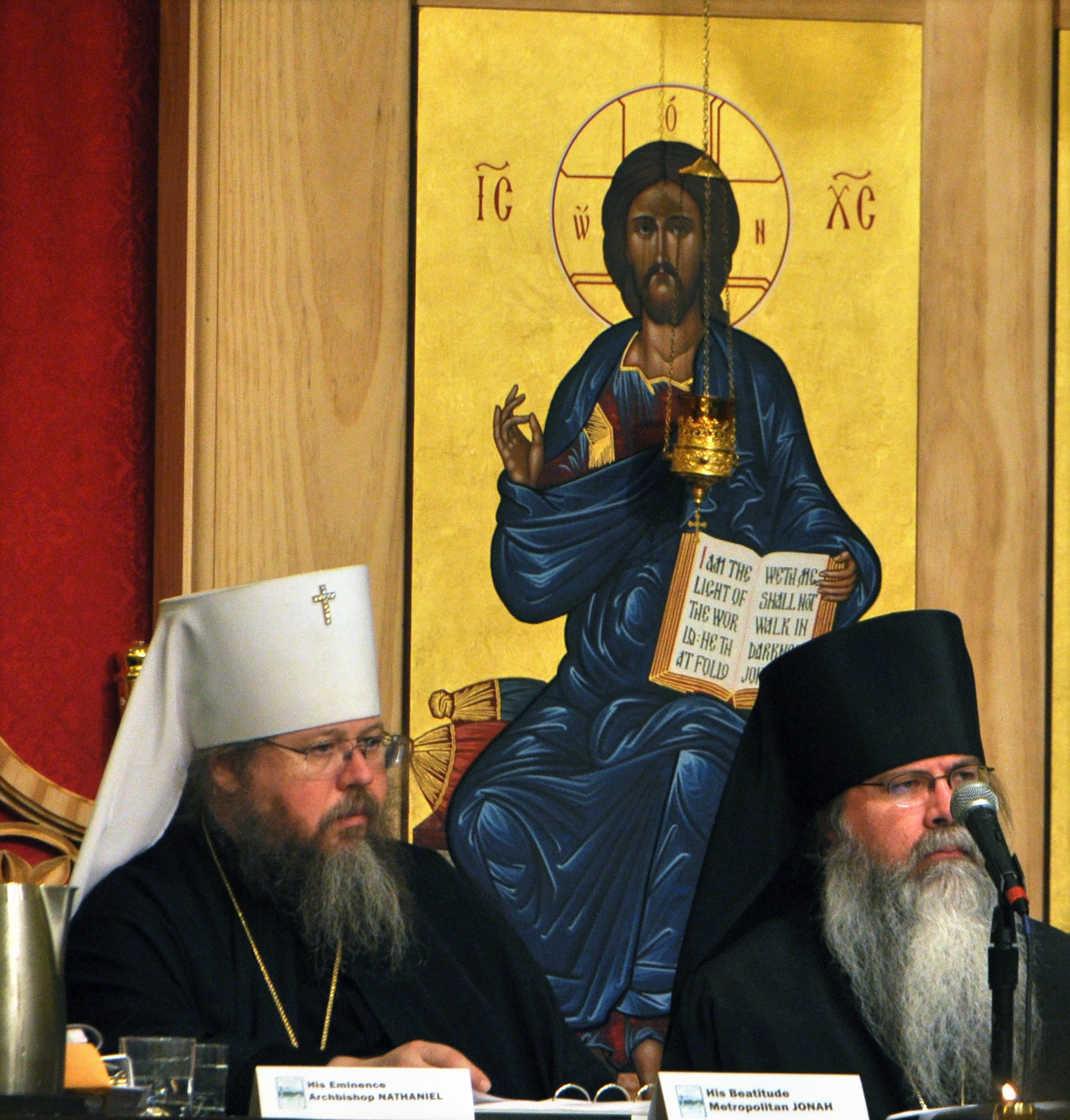
Митрополит Іона і єпископ Тихон

У грудні 2002 року митрополитом Германом він був призначений намісником Свято-Тихонівського монастиря.
У жовтні 2003 року рішенням Священного Синоду Православної Церкви в Америці архімандрит Тихон був обраний на посаду митрополичого вікарія .
14 лютого 2004 в храмі святителя Тихона Задонського Свято-Тихонівського монастиря хіротонізований його в єпископа Саут-Кейнанского (Південно-Ханаанського), вікарія Митрополита всієї Америки і Канади. Хіротонію здійснили митрополит Герман (Свайки), митрополит Феодосій (Лазор), архієпископ Пітсбургський і Західної Пенсільванії Кирило (Йончев), єпископ Оттавської і Канади Серафим (Сторхейм), єпископ Бостонський і Олбанської єпархії Никон (Лайолін), єпископ Ксанфський Димитрій (Кушелл) (Константинопольська православна церква) .
Залишаючись настоятелем Свято-Тихонівського монастиря, а потім і ректором Свято-Тихоновської семінарії, єпископ Тихон вступив також у тимчасове управління Філадельфійською єпархією. У травні 2005 року на зборах єпархії був обраний наступним правлячим єпархіальним архієреєм. Його інтронізація відбулась 29 жовтня 2005 року о Стефанівському соборі Філадельфії.
14 січня 2009 призначений секретарем Священного Синоду ПЦА замість архієпископа Серафима (Сторхейма) .
24 лютого по 30 квітня 2011 року тимчасово керував Єпархією Середнього Заходу .
9 травня 2012 року рішенням Священного Синоду ПЦА був зведений в сан архієпископа .
13 листопада 2012 року на 17-му Всеамериканському Соборі в Пармі (Огайо) обраний предстоятелем Православної Церкви в Америці . У той же день був названий в Архієпископом Вашингтонським, Митрополита всієї Америки і Канади (з липня того ж року місцеблюстителем ПЦА був Нафанаїл (Попп)).
За оцінкою митрополита Іларіона (Алфеєва), висловленої у зв'язку з обранням митрополита Тихона предстоятелем ПЦА, "в останні роки ця наймолодша з Помісних Церков переживає важкий етап своєї історії. Досить сказати, що за короткий період часу в ній змінилося вже три Предстоятеля. Серед завдань, що стоять перед новообраним Блаженнішим Митрополитом Тихоном, першочергове — зміцнення єдності Американської Церкви " .
27 січня 2013 року до Свято-Миколаївському соборі в Вашингтоні відбулася його інтронізація як предстоятеля. За літургією йому співслужили ієрархи ПЦА, а також єпископ Бруклінський Микола (Озон) (Антиохійський Патріархат), керуючий Патріаршими парафіями в США архієпископ Наро-Фомінський Юстиніан (Овчинников), єпископ Мейфільдскій Георгій (Шейфер) (Руська Зарубіжна Церква) і митрополит Батумський і лазська Димитрій (Шіолашвілі) (Грузинська Православна Церква) .
21 березня 2014 року призначений місцеблюстителем архиєпархії Канади . Залишався на цій посаді до 21 жовтня 2014 року, коли єпископ Іриней (Рошон) був призначений її правлячим архієреєм .
Робив спроби нормалізації відносин з Константинопольським Патріархатом, який не визнає автокефалію ПЦА. У грудні 2014 року він відвідав Фанар, а також побував у Богословської школі на острові Халки . У червні 2015 року знову побував в Константинопольської Патріархії з нагоди зборів виконавчого комітету Асамблеї канонічних єпископів Сполучених Штатів Америки. 19 березня 2016 року знову зустрівся з Патріархом Варфоломієм на Фанарі. В ході розмови йшлося про підготовку до Всеправославного Собору, наміченому на червень 2016 року. Митрополит Тихон в числі інших ієрархів співслужив Патріарху Варфоломію за Божественною Літургією в патріаршій церкві святого Георгія на Фанарі, в неділю 20 березня, що стало першим випадком співслужіння Предстоятелів ПЦА і Константинопольського Патріархату .

## нагороди
- Орден князя Ярослава Мудрого I ступеня (Україна, 27 липня 2013) — за видатну церковну діяльність, спрямовану на підйом авторитету православ'я у світі, і з нагоди святкування в Україні 1025-річчя хрещення Київської Русі[12]
- Орден святого рівноапостольного великого князя Володимира I ступеня (РПЦ, 22 липня 2013)[13]